# Yngste Mand ombord
Yngste Mand ombord (originaltitel Fury) er en amerikansk stumfilm fra 1923 af Henry King.

## Medvirkende
- Richard Barthelmess som Boy Leyton
- Tyrone Power Sr. som Leyton
- Pat Hartigan som Morgan
- Barry Macollum som Looney Luke
- Dorothy Gish som Minnie
- Jessie Arnold
- Harry Blakemore som Mr. Hop